# Bernard ter Haar (dominee)

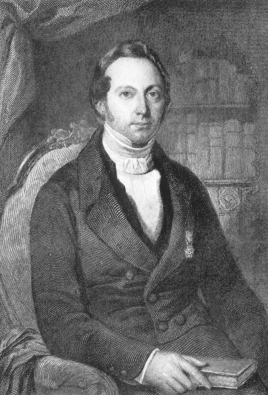
Bernard ter Haar op jongere leeftijd

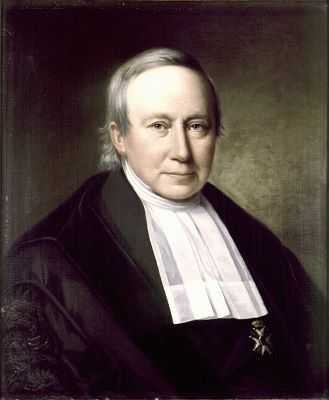
Bernard ter Haar als hoogleraar

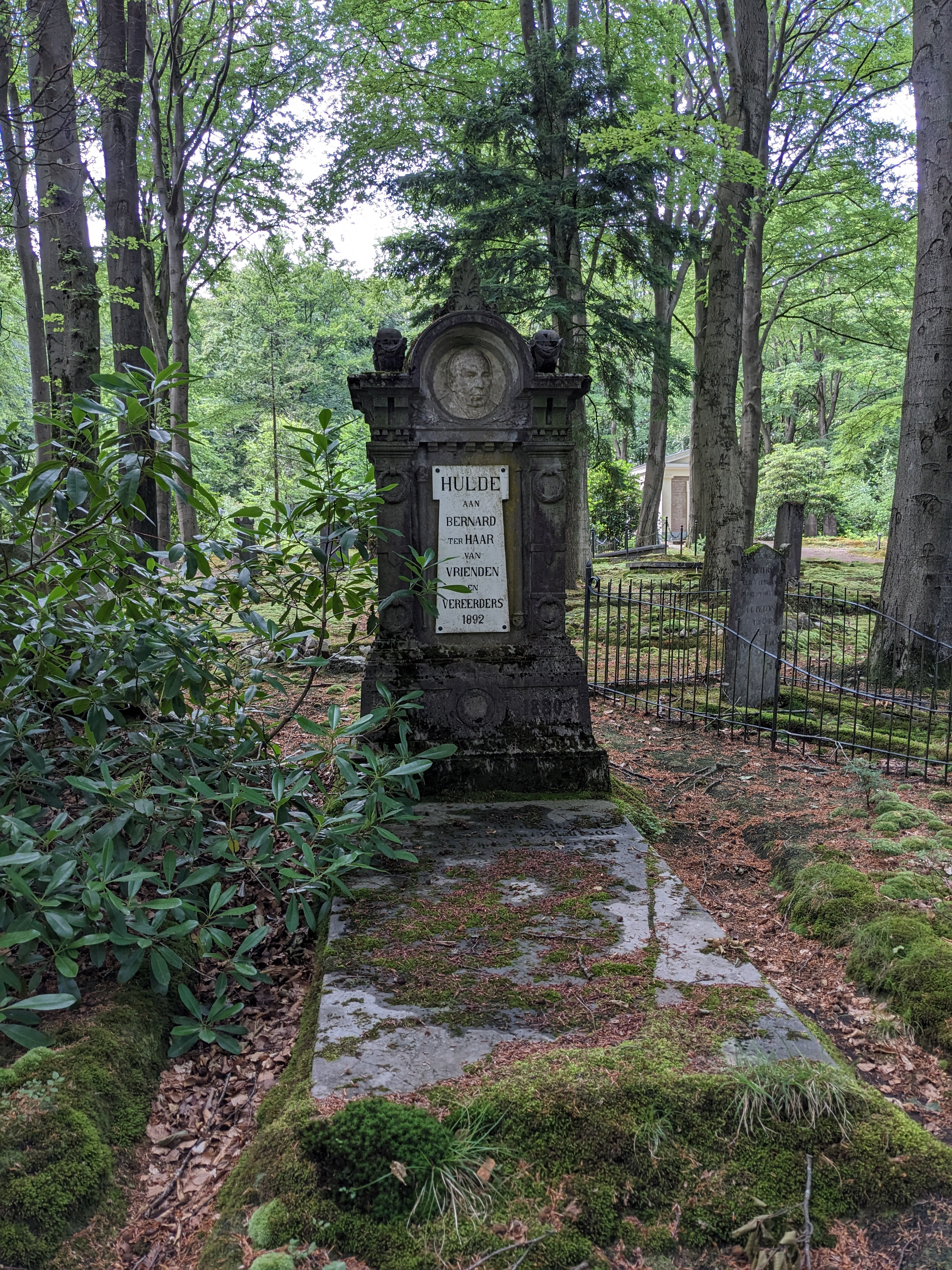
Graf van Bernard ter Haar op Begraafplaats Rosendael in Rozendaal

Bernard ter Haar (Amsterdam, 13 juni 1806 – Velp, 19 november 1880) was lid van de Nederland's Patriciaatsfamilie Ter Haar en een Nederlandse predikant, dichter en hoogleraar theologie, die bekendstaat als een van de 19e-eeuwse "dominee-dichters".

## Leven
Bernard ter Haar werd geboren in 1806 als zoon van Barend ter Haar en Johanna Judith Hamming. Hij studeerde theologie aan de Universiteit Leiden. Hij was twintig jaar lang hoogleraar in de godgeleerdheid aan de Universiteit Utrecht en vierentwintig jaar lang predikant in verschillende gemeenten. Hij overleed op 74-jarige leeftijd in Velp.
In 1839 ontving Ter Haar aan de Leidse universiteit een eredoctoraat in de theologie. In 1849 werd hij Ridder in de Orde van de Nederlandse Leeuw. In 1879 werd hij benoemd tot Commandeur in de Orde van de Eikenkroon.
Bernard was lid van het Koninklijk Nederlands Instituut en bestuurder van het Haags Genootschap tot verdediging van de Christelijke Godsdienst. De Ter Haarstraat in Amsterdam en de Ter Haarkade in Leiden zijn naar hem genoemd.
Ter Haars moralistische poëzie, die door de Tachtigers beschouwd werd als ouderwets, 'huisbakken' en benepen, werd evenals die van andere dominee-dichters geparodieerd door Cornelis Paradijs (pseudoniem van Frederik van Eeden) in de bundel Grassprietjes of Liederen op het gebied van Deugd, Godsvrucht en Vaderland.
Blinkt de groote B. ter Haar ...
Niet in onze dichterschaar?
Bron: fragment uit Predikantenlied (hulde aan onzen geestelijken stand) in: Grassprietjes, uitg. W. Versluys, Amsterdam (1916)

## Aftreden kabinet-Thorbecke
Op 15 april 1853 speelde Ter Haar een politieke rol. Tijdens de aprilbeweging tegen de door het liberale kabinet-Thorbecke I gegeven toestemming voor het herstel van de bisschoppelijke hiërarchie in Nederland bood hij, als voorzitter van de Amsterdamse kerkenraad, in de Nieuwe Kerk een 'adres' aan de Koning aan. Hij was daarbij vergezeld van een comité van kerkenraadsleden en 'een achttal der meest geachte Amsterdammers' onder wie de huisvriend van zijn ouders, de dichter Willem Hendrik Warnsinck. Na zijn toespraak antwoordde de Koning dat 'deze gewichtige dag de banden tusschen Nederland en Oranje nog vaster had aaneengesnoerd'. Hij wees de strekking van het adres niet af, zoals het kabinet van  Thorbecke gewenst had. Dit was aanleiding voor het kabinet om af te treden.

### Publicaties met Ter Haar als auteur
- 1838 - Joannes en Theagenes. Eene legende uit de apostolische eeuw
- 1840 - Dichtregelen bij den dood van den hoogleeraar J.H. van der Palm, na het bijwonen zijner plegtige uitvaart, den 12en September 1840
- 1844 - Huibert en Klaartje. Eene vertelling. Met 50 houtgravuren van Van Hove, Kachel en Weissenbruch. Geteekend door R. Caeyvanger. ’s-Gravenhage: K. Fuhri, 1844
- 1845|1845? - Taferelen uit de geschiedenis der kerkhervorming
- 1847 - De St. Paulusrots. Dichtstuk; gevolgd door een naauwkeurig verhaal der schipbreuk van het Nederlandsch barkschip Jan Hendriks, in bloeimaand 1845, opgemaakt uit papieren van den scheespheelmeester J. Hanou Jz. En den opperstuurman H. Vierow
- 1848 - De ware boven alles begeerlijke vrijheid door Christus verkrijgbaar. Leerrede over Johannes VIII:36
- 1849 - Hollandsche bloei in schoone kunsten en wetenschappen, bij het sluiten van den Munsterschen vrede, twee eeuwen later beschouwd. Een voorlezing
- 1850 - Verzameling van verspreide en onuitgegeven gedichten
- 1850 - Het communisme onzer dagen
- 1851 - Zangen van vroegeren leeftijd en nieuwe gedichten
- 1852 - Woorden van troost en besturing in dagen van droefheid en rouw. Leerredenen
- 1853 - Aanspraak aan Z.M. den Koning
- 1854 - De geschiedenis der Kerkhervorming, in tafereelen. Een leesboek ter bevestiging der Protestanten in hun Christelijk geloof. Bekroond door het Haagsche genootschap tot verdediging der Christelijke Godsdienst
- 1854 - Aurora
- 1854 - De onwrikbare vastheid van het Godsgebouw. Afscheidsrede op 2 Timotheus II:19. Gehouden te Amsterdam, op den 11 Junij 1854 (uitgegeven ten voordeele van het Diaconie-Weeshuis te Amsterdam.)
- 1857 - Gedichten. Nieuwe (4e) uitgave
- 1860 - Oratio de historica religionis christianae indole, hodie ninium spreta, haud sine gavissimo damno contemnenda ac negligenda
- 1861 - Noachs eerste offerande na de zondvloed. Leerrede over Genesis VIII:20a. Uitgesproken na het wijken van den watervloed, 17 Februari 1861
- 1862 - Offergave. Verzameling van verspreide en onuitgegeven opstellen aan het gebied van kunsten en letteren ontleend. (Eene bijdrage tot den opbouw van de Kerk der Hervormden ten Enschedé.)
- 1864 - Van God onze hulpe! Leerrede over Psalm 121: 1 en 2, ter godsdienstige opening van het akademiejaar
- 1864 - Wie was Jezus? Tiental voorlezingen over „Het leven van Jezus door E. Renan,” na de opening der akademische lessen gehouden
- 1866 - Gedichten. 3e verzameling
- 1867 - De wachters op den morgen. Leerrede over Psalm CXXX vers 6b. Uitgesproken op 3 November 1867, op den 350sten gedenkdag der kerkhervorming
- 1870-1873 - De historiographie der kerkgeschiedenis geschetst
- 1870 - De slotsom eener veeljarige Evangeliebediening. Leerrede over 1 Timotheus 1:5 Uitgesproken 22 Mei 1870 in de Domkerk bij de gedachtenisviering zijnver veertigjarige evangeliedienst
- 1870-1876 - Gedichten. Geïllustreerd door Nederlandsche schilders. Opgedragen aan Zijne Majesteit den Koning
- 1870 - Wijsheid en oorlogswapen. Leerrede over Prediker IX: 18a. Uitgesproken 25 September 1870 in de Domkerk, ter godsdienstige opening van het academiejaar
- 1872 - Utrecht in 1672. Eene historische voorlezing. Met aanteekeningen
- 1875 - Afscheidsrede, uitgesproken bij zijn aftreden als hoogleeraar in de godgeleerdheid te Utrecht, den 17en December 1874
- 1876 - Gedichten. Geïllustreerd door Nederlandse schilders
- 1878-1879 - Gedichten (Volksuitgaaf.)
- 1878-1879 - Kompleete gedichten
- 1879 - Laatste gedichten

### Publicaties met Ter Haar als redacteur of samensteller
- 1841 - A. Hoogvliet, Abraham de aartsvader. Uitgegeven door B. ter Haar
- 1860-1869 - Geschiedenis der Christelijke kerk in Nederland in tafereelen onder redactie van Bernhard ter Haar, W. Mollen en E. Swalue, met medewerking van […]. Met platen
- 1865 - J. Steenmeijer, Nagelaten leerreden. Met een levensberigt van den ontslapene (uitgegeven door B. ter Haar en R. Benninck Janssonius)
- 1866-1868 - C.G. Montijn, Geschiedenis der Hervorming in de Nederlanden. 2e druk. Uitgegeven door B. ter Haar
- 1896 - F. Jacobs, Grieksch leesboek voor eerstbeginnenden en meergevorderden. Opnieuw bewerkt door B. ter Haar

### Publicatie over Ter Haar
- 1969 - J.H.J. Willems: Bernard ter Haar 1806-1880, Predikant/Poëet/Professor, uitg. Wolters-Noordhoff, Groningen.